# Фототир
Фототиром называется игровой автомат или тренажёр, имитирующий работу обыкновенного тира путём регистрации воздействия светового излучения на фотоэлемент. Фототиры могут иметь различную степень сложности (от бытовых до профессиональных). Они изготавливаются радиолюбителями и выпускаются промышленностью.
Современными преемниками фототиров являются игровые приставки, оснащённые световыми пистолетами, а также компьютеризированные лазерные тиры.

## История создания
В 1936 году, спустя почти полвека после изобретения А. Г. Столетовым фотоэлемента с внешним фотоэффектом, компания «Seeburg» применила его в составе игрового автомата, который можно считать первым в мире фототиром — «Ray-O-Lite». Этот автомат выполнен в деревянном корпусе, его электронная часть содержит радиолампы, реле и шаговые искатели. Он имитирует охоту на уток; индикация результатов игры осуществляется с помощью табло на дискретных лампах накаливания, аналогичного лифтовому указателю.

## Физические принципы действия
По физическому принципу действия все фототиры делятся на две категории:
- с излучателем в фотопистолете и фотоприёмником в мишени;
- с излучателем в мишени и фотоприёмником в фотопистолете.

В качестве излучателей в фототирах используются: лампы накаливания (на лампу разряжается конденсатор, заряженный до напряжения, превышающего номинальное, однако, по причине малой длительности импульса она не успевает перегореть), гелий-неоновые и полупроводниковые лазеры малых мощностей (порядка 1 милливатта), светодиоды, газосветные лампы, экраны видеоконтрольных устройств, в качестве фотоприёмников — фотоэлементы с внешним либо внутренним фотоэффектом, видеокамеры совместно с электронными узлами для анализа изображения. В профессиональных фототирах также нашли некоторое применение фотомишени на световозвращателях, не содержащие электронных компонентов и не требующие источников питания. Применение таких мишеней совместно с фотопистолетами, содержащими лазеры, даже 1-милливаттные, крайне нежелательно, хотя и практикуется.

## Преимущества и недостатки
Преимуществами фототира перед обыкновенным тиром являются: безопасность при попадании в человека (за исключением случаев попадания лазерного луча в глаз); отсутствие необходимости принятия мер по защите от рикошета и шумоизоляции помещения; отсутствие расходных материалов (кроме источников света, некоторые из которых приходится периодически заменять). Низкие эксплуатационные расходы фототира позволяют сделать тренировки длительными, а значит, более эффективными.
Недостатком фототира перед обыкновенным тиром является отсутствие отдачи выстрела (она имитируется лишь в некоторых профессиональных моделях.
Недостатком фототира перед игровой приставкой, оборудованной световым пистолетом, а также перед компьютеризированным лазерным тиром, является пониженный уровень зрелищности.
Преимуществом фототира перед игровой приставкой, оборудованной световым пистолетом, а также перед компьютеризированным лазерным тиром, является сравнительно малая нагрузка на психику играющего или тренирующегося (что особенно важно, когда тиром пользуются дети).

## Примеры отечественных фототиров
- «Электронный тир» (ТО 17-11-177-79)[2];
- «Электронный тир» (ТУ 497-146-РБ-7-77)[3];
- «Тир электронный» (ТО 17-11-263-80)[4];
- «Тир» (поздняя модель, без номера, с одноразрядным сегментным ЖКИ)[5];
- «Светотир СТ-2М» (наиболее распространённый, выпускался в красном[6] и синем[7] корпусах). Мишень содержит одновибратор, при попадании формирующий импульс длительностью в несколько секунд, который, в свою очередь, разрешает на этот период времени работу симметричного мультивибратора, управляющего миганием индикаторных ламп;
- Ряд советских игровых автоматов, один из которых так и называется — «Тир»;
- Игровая приставка «Видеоспорт-3» имеет функцию фототира без игровой сюжетной линии.
- Профессиональные электронно-лазерные тиры ЭЛТ-1, ЭЛТ-2 и ЭЛТ-6 на гелий-неоновых лазерах[8]